# Dolichopeza (Nesopeza) infumata
Dolichopeza (Nesopeza) infumata is een tweevleugelige uit de familie langpootmuggen (Tipulidae). De soort komt voor in het Oriëntaals gebied.